# Polesworth
Polesworth est un village et une paroisse civile du Warwickshire, en Angleterre. Il est situé dans le nord du comté, à 6 km au nord-ouest de la petite ville d'Atherstone et à 6 km à l'est de la plus grosse ville de Tamworth, qui appartient au comté voisin du Staffordshire. Il est traversé par l'Anker (en), un affluent de la Tame, et par le canal de Coventry (en). Administrativement, il relève du district de North Warwickshire. Au recensement de 2011, la paroisse civile de Polesworth, qui comprend les hameaux voisins de St Helena, Dordon, Hall End et Birchmoor, comptait 8 423 habitants.

## Étymologie
Polesworth provient du vieil anglais worth, qui désigne un terrain enclos, suffixé à l'anthroponyme *Poll. Il est attesté sous la forme Polleswyrth aux alentours de l'an 1000.

## Histoire
L'abbaye de Polesworth (en) aurait été fondée au début du IXe siècle pour la princesse saxonne Édith. Elle fait partie des établissements religieux victimes de la dissolution des monastères ordonnée par le roi Henri VIII en 1536.

## Transports
La gare de Polesworth (en) est située sur la West Coast Main Line qui relie Londres à Glasgow. Depuis la modernisation de cette ligne, en 2005, elle n'est plus desservie que par un train de la London Northwestern Railway par jour qui effectue la liaison entre Northampton et Crewe.